# Darwyn Swalve
Darwyn Swalve est un acteur américain né le 20 août 1946 en Iowa (États-Unis), décédé le 5 mai 1999 à Riverside (Californie).

## Filmographie
- 1984 : Haut les flingues (City Heat) : Bordello Bouncer
- 1985 : The Zoo Gang : Goose
- 1986 : Atomic Cyborg (Vendetta dal futuro) : Anatola Blanco
- 1986 : Sno-Line : Bowman
- 1986 : Le Maître de guerre (Heartbreak Ridge) : Bar Tough Guy
- 1987 : Open House : Harry
- 1987 : Prof d'enfer pour un été (Summer School) : Scary Inmate
- 1987 : In the Mood : Huge Inmate
- 1988 : Un jumeau de trop (Take Two) : Gun Dealer
- 1988 : The Game : Stubby
- 1988 : Tueur de flic (Arizona Heat) : Bear
- 1988 : La Mort sous contrat (Death Bond) : Donahue
- 1988 : Dead Man Walking : Skin Head
- 1989 : Réactor (Deadly Reactor) : Hog
- 1989 : Police Academy 6 : S.O.S. ville en état de choc (Police Academy 6: City Under Siege) : Ox
- 1989 : Dead Bang : Biker #1
- 1989 : Patrouille dans la jungle (Jungle Assault) : Crusher
- 1991 : Barton Fink : Wrestler
- 1994 : Bad Blood : Sweets
- 1994 : Une maison de fous (It Runs in the Family) : Big Dickie Bumpus
- 1995 : Les Légendes de l'Ouest (Tall Tale) : Lumberjack #1